# Geschwind Rudolf
Geschwind Rudolf (Hředle, 1829. augusztus 29. – Korpona, 1910. augusztus 30.) német rózsatermesztő, -nemesítő.

## Életrajza
Geschwind Rudolf német szülők gyermekeként született a Habsburg Birodalomban (ma Csehország) 1829. augusztus 29-én. A Prágai Művészeti akadémia után a Selmecbányai Bányászati és Erdészeti Akadémián folytatta tanulmányait, ahol németül folyt az oktatás. 1852-ben sikeresen befejezte iskoláit. 1851-ben még mint diák, írnokként kezdett el dolgozni a selmecbányai erdészeti hivatalnál. Weiling azt feltételezi, hogy 1851-ig származási helyén, Teplitzben töltötte szabadságát. Tanulmányai befejezése után 1860-ig Fondóban dolgozott Bozennél, később Brod közelében, Pukkanzban. Ezután mint erdészmester még mindig Brod körzetében. Ez idő alatt házasodott meg Lágler Máriával. Két fia született, Rezső és Lipót, idősebb fia szintén erdész lett. 1864-től 1867-ig a selmecbányai kincstári hivatalnál dolgozott. Miután otthagyta hivatalát, elhagyta Magyarországot.
1867-től 1872-ig hiányoznak életrajzi adatai, valószínűleg Teplitzben élt. Akkor tért vissza Magyarországra, ahol szeptember 3-án Korpona város erdészmestere lett, ahol a Horná Gassén lakott kis kerttel rendelkező házában. Kereste a lehetőségeket, hogy hogyan lehet a nemesített díszfákat az erdőgazdaságban hasznosítani. Óriási munkabírása ezen a területen azt az érzést kelti, hogy rendkívüli erdészmester volt, mivel őt csak a rózsák érdekelték. Kevés időt szentelt az erdészetnek, a korponai erdőgazdaságot elhanyagolta. Soha nem tudott magyarul, egész életében németül írt. Folyékonyan beszélt szlovákul. Fiait magyarnak nevelte. Korponán meghívást kapott a Prágai Egyetem Botanika Tanszékére, a meghívást azonban visszautasította, mert teljes szabadidejét a rózsakertjének, illetve a rózsanemesítésnek szentelte. 77 évesen, 1906. február 21-én nyugdíjba vonult, így még több ideje lett a rózsatenyésztéshez. 1909-től meggyöngült egészsége ágyhoz kötötte, majd 1910. augusztus 30-án halt meg Korponán. Szeptember elsején sok korponai polgár kísérte utolsó útjára. Kívánságára fia Lipót egy gesztenyefát ültetett a sírjára. Mai napig ez a fa jelöli Geschwind Rudolf nyughelyét a korponai temetőben.

## Művei
- Die Hybridation und Sämlingszucht der Rosen, ihre Botanik, Classification und Cultur nach den Anforderungen der Neuzeit, Bécs, 1864
- Beiträge zur Landschaftgärtnerei, Stuttgart, 1880
- Die Felsen im Gärten und Parkanlagen, Stuttgart, 1880
- Die Rose im Winter, Voigt, Lipcse, 1884
- Die Theerose und ihre Bestande, Lipcse, 1884

### Cikkei
- Caniba-Hybriden, In: Rosenzeitung,[3] 1895, 24-26.
- Dictonnaire historique de artistique de la Rose, In: Wiener Illustrierte Gartenzeitung 18. évf., Bécs, 1893, 371-379.
- Die Alpenrose, In: Rosenzeitung 1891, 3-5.
- Die gelbe Remontantrose, In: Wiener Illustrierte Gartenzeitung, 1880, 99-101.
- Die Rosen "Irrlicht" und "Gruß an Teplitz", In: Rosenzeitung, 1895, 82-83.
- Die Rosen und der Winter, In: Wiener Illustrierte Gärtner-Zeitung, 18. évf., Bécs, 1893, 171-179.
- Die schwarze Rose, In: Wiener Illustrierte Gartenzeitung, Bécs, 1894, 140-143.
- Die Tee-Hybride "Wenzel Geschwind", In: Rosenzeitung, 1904, 60-61.
- Erfolge und Sorgen unserer Rosenzüchter, In: Praktischer Ratgeber, 1901, 403-404.
- Gelbe Rosen, In: Wiener Illustrierte Gartenzeitung, Bécs, 1902, 166-169.
- Harte Rosen, In: Praktischer Ratgeber, 1899, 230-231.
- "Nordlandrose", In: Rosenzeitung, 1910, 33. és újraközlése In: Rosenbögen, 4/75. 78.
- Nordlandrosen, In: Wiener Illustrierte Gartenzeitung, 23. évf., Bécs, 1898, 303-307.
- Rosa phoenicea, Kotschy, In: Rosenzeitung 1904, 6-7.
- Rugosa-Hybriden, In: Rosenzeitung 1895, 92-93.
- Studien über die Bourbonrosen, In: Wiener Illustrierte Gartenzeitung, Bécs, 1900, 307-311.
- Über Nordlandrosen, In: Rosenzeitung, 1905, 33.